# Rasenspieler Hochstädt
SC Rasenspieler Hochstädt – austriacki klub piłkarski, mający siedzibę w wiedeńskiej dzielnicy Floridsdorf, działający w latach 1903–1972.

## Historia
Chronologia nazw:
- 1903: Sport-Club Hochstädt
- 1943: SC Hochstädt-1. Floridsdorfer Rasenspieler – po fuzji z 1. Floridsdorfer Rasenspieler-Sportclub
- 1945: SC Rasenspieler Hochstädt
- 1972: klub rozwiązano – po fuzji z Brigittenauer AC

Klub sportowy Sport-Club Hochstädt został założony w miejscowości Wiedeń w 1903 roku. Początkowo zespół grał przez wiele lat w niższych klasach Wiednia. Dopiero w 1942 roku awansował do 1. Klasse Wien B. W 1943 po fuzji z lokalnym rywalem 1. Floridsdorfer Rasenspieler-Sportclub przyjął nazwę SC Hochstädt-1. Floridsdorfer Rasenspieler, a w 1945 skrócił nazwę do SC Rasenspieler Hochstädt. W 1946 zwyciężył w Wiener 2. Klasse B i uzyskał historyczny awans do najwyższego poziomu rozgrywek, zwanym Liga. Po zakończeniu sezonu 1946/47, w którym zajął 10. miejsce, spadł do Wiener Stadtligi. Również w 1947 klub dotarł do półfinału Pucharu Austrii. W następnym sezonie został mistrzem Wiener Stadtligi i wrócił do 1. Klasse. Ale tak jak poprzednio, po zajęciu 10. miejsca w sezonie 1948/49 spadł do Wiener Stadtligi. W 1950 w wyniku wprowadzenia Staatsligi B o jeden poziom został obniżony status Wiener Stadtligi. W sezonie 1950/51 zajął 12. miejsce w Wiener Stadtlidze i spadł do Wiener 1. Klasse (D4). Potem występował na czwartym lub piątym poziomie austriackiej piramidy piłki nożnej. W 1972 roku klub połączył się z Brigittenauer AC, tworząc Brigittenauer AC-Hochstädt, po czym został rozwiązany.

## Barwy klubowe, strój
|  |  |

Klub ma barwy czarno-białe. Zawodnicy domowe spotkania zazwyczaj grali w białych koszulkach, czarnych spodenkach oraz białych getrach.

## Sukcesy

### Trofea międzynarodowe
Nie uczestniczył w rozgrywkach europejskich.

### Trofea krajowe
| \| \| Zdobyte trofea w rozgrywkach Austrii (stan na: ) \| |                                                  |      |                  |
| Rozgrywki                                                 | Osiągnięcie                                      | Razy | Sezon(y)         |
| · Mistrzostwo                                             | I miejsce                                        | 0    |                  |
| · Mistrzostwo                                             | II miejsce                                       | 0    |                  |
| · Mistrzostwo                                             | III miejsce                                      | 0    |                  |
| · Mistrzostwo                                             | 10.miejsce                                       | 2    | 1946/47, 1948/49 |
| Puchar                                                    | zdobywca                                         | 0    |                  |
| Puchar                                                    | finalista                                        | 0    |                  |
| Puchar                                                    | półfinalista                                     | 1    | 1946/47          |
| II liga                                                   | I miejsce                                        | 2    | 1945/46, 1947/48 |
| II liga                                                   | II miejsce                                       | 0    |                  |
| II liga                                                   | III miejsce                                      | 1    | 1943/44          |
| Austria                                                   | Zdobyte trofea w rozgrywkach Austrii (stan na: ) |      |                  |

## Poszczególne sezony

### Rozgrywki międzynarodowe

#### Europejskie puchary
Nie uczestniczył w rozgrywkach europejskich.

### Rozgrywki krajowe
| \| Austria \| Bilans występów klubu w rozgrywkach piłkarskich Austrii (Stan na 31 maja 2019 r.) \| \| |                                                                                   |        |       |   |   |   |    |    |     |                               |        |        |      |
| Poziom                                                                                                | Rozgrywki                                                                         | Sezony | Mecze | Z | R | P | B+ | B– | Pkt | Lata                          | Awanse | Spadki | Naj. |
| I | Liga/ 1. Klasse                                                                   | 2      |       |   |   |   |    |    |     | 1946/47, 1948/49              | 0      | 2      | 10   |
| II | 1. Klasse Wien/ Wiener 2. Klasse B/ Wiener Stadtliga                              | 6      |       |   |   |   |    |    |     | 1942–1946, 1947/48, 1949–1950 | 2      | 1      | 1    |
| III                                                                                                   | 2. Klasse Wien B/ Wiener Stadtliga                                                | 2+     |       |   |   |   |    |    |     | 19??–1942, 1950/51            | 1      | 1      | ?    |
| | Puchar Austrii                                                                    | ?      |       |   |   |   |    |    |     | od 1934–1949                  | 0      | 0      | 1/2  |
| Austria                                                                                               | Bilans występów klubu w rozgrywkach piłkarskich Austrii (Stan na 31 maja 2019 r.) |        |       |   |   |   |    |    |     |                               |        |        |      |

## Struktura klubu

### Stadion
Klub piłkarski rozgrywał swoje mecze domowe na stadionie Sportanlage Hochstädt w Wiedniu, który może pomieścić 1000 widzów.

## Kibice i rywalizacja z innymi klubami

### Derby
- Admira Wiedeń
- Austria Wiedeń
- FC Wien
- First Vienna FC 1894
- Floridsdorfer AC
- Post Wiedeń
- Rapid Wiedeń
- Wacker Wiedeń
- Wiener AC
- Wiener SC